# Verzetsgroep Van Dien

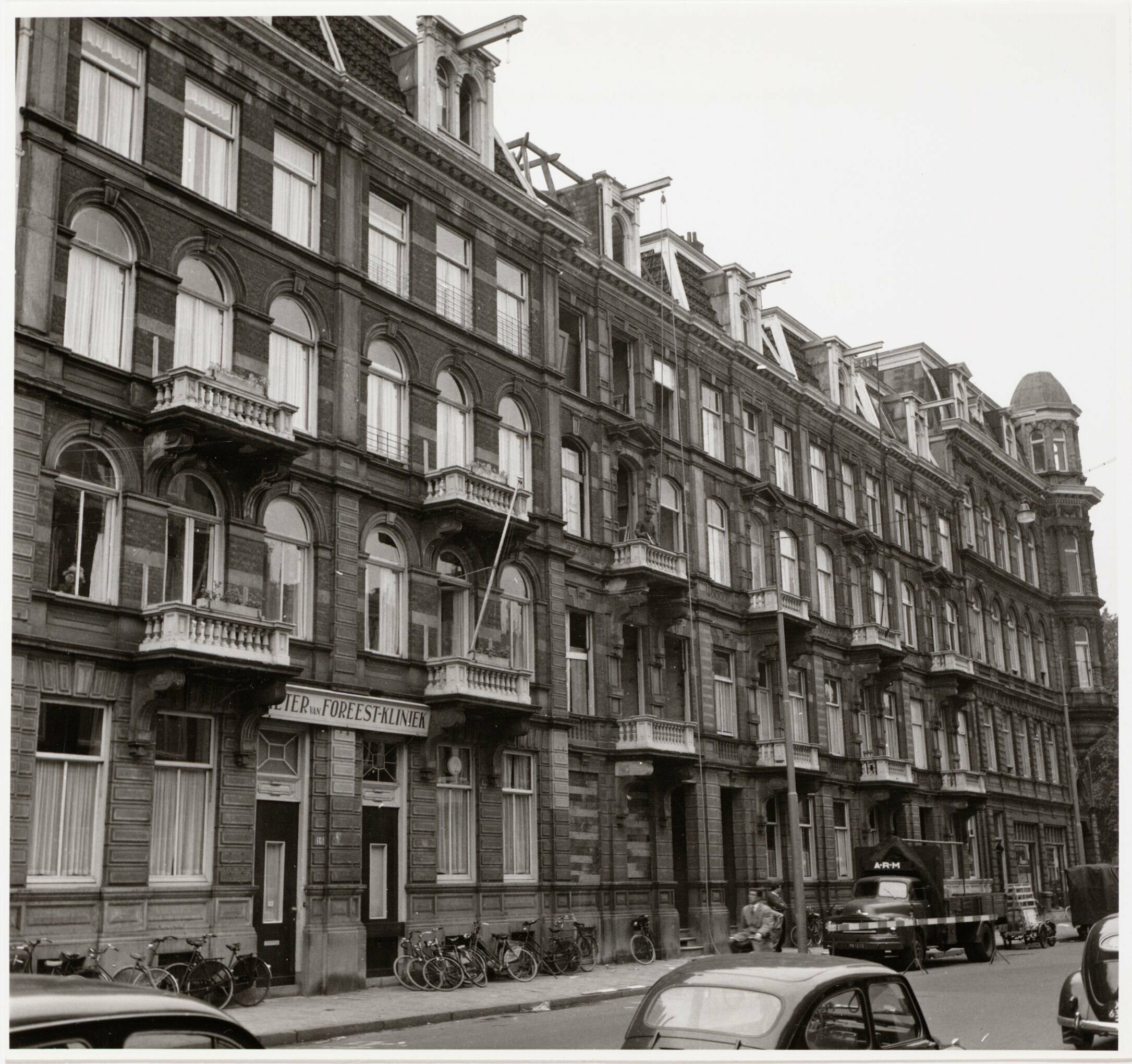
Oosteinde 16 - 14. Op nummer 16 was Tehuis Oosteinde gevestigd.

Verzetsgroep Van Dien, ook wel Groep Oosteinde genoemd, was een Nederlandse verzetsgroep uit Amsterdam die actief was tijdens de Tweede Wereldoorlog. De groep opereerde in de regio Amsterdam en in Kamp Westerbork.

## Achtergrond
De verzetsgroep heette aanvankelijk 'Groep Oosteinde' vernoemd naar Tehuis Oosteinde in Amsterdam vanuit waar de groep actief was. Tehuis Oosteinde was een opvangcentrum voor Duits-Joodse vluchtelingen dat was opgericht in 1937. Daarnaast was het tehuis een cultureel en educatief centrum. Vanaf 1941 vestigde een afdeling van de Joodse Raad in het gebouw.
In 1942 werd de verzetsgroep opgericht. De leden waren veelal uit Duitsland afkomstige joden die voor het uitbreken van de Tweede Wereldoorlog naar Nederland waren verhuisd of gevlucht. De verzetsgroep was communistisch georiënteerd en hield zich bezig met het verspreiden van illegale kranten zoals De Waarheid en Het Parool, het verzorgen van voedsel aan onderduikers en met het vervalsen van persoonsbewijzen en andere documenten.

### Verzetswerk in Westerbork
Naast verzetswerk in Amsterdam en omgeving, hielp de verzetsgroep bij het bevrijden van personen uit Kamp Westerbork. Om met de Amsterdamse tak te kunnen overleggen over ontsnappingsplannen werden pakketten en brieven verstuurd naar een fictief persoon in het kamp die de naam ‘Karel Merksma’ kreeg. Handlanger Jupp Mahler onderschepte deze post zodat ze niet geopend en gecensureerd zouden worden. Mahler werd in 1943 ontdekt en op 1 september 1943 in de gevangenis van Düsseldorf geëxecuteerd.
In Westerbork stond de groep onder leiding van Werner Stertzenbach. Doordat hij was aangesteld bij de dienst voor rioolwaterreiniging en bij het crematorium kwam hij regelmatig buiten het kamp. Door gebruik te maken van een kruiwagen of kiepkar smokkelde hij mensen uit het kamp. Boswachter Ger van Reemst, de zwager van Trudel van Reemst-de Vries, was de belangrijkste schakel tussen Westerbork en Amsterdam. Hij zorgde ervoor dat gevluchten met een nieuw persoonsbewijs en voldoende geld naar Amsterdam werden overgebracht. Onder meer Rosey E. Pool werd met behulp van de verzetsgroep uit Westerbork bevrijd. In 1943 ontsnapte Stertzenbach zelf uit Westerbork en dook onder in Amsterdam. Geschat wordt dat de groep tussen de twintig en zestig mensen heeft helpen ontsnappen.
De groep werd in september 1944 opgenomen in de Vrije Groepen Amsterdam. Vanuit de verzetsgroep ontstond op 30 mei 1944 de Vereniging van Duitse en Staatloze Antifascisten (VDSA).

## Leden (selectie)
Van de volgende personen is het bekend dat zij onderdeel waren van de verzetsgroep:
- Ludwig Boll[16]
- Nol Bueno de Mesquita[17]
- Max Eichwald[16]
- Max Gruber[18]
- Alice Heymann-David
- Susanne Heynemann
- J. Herschkowitz[16]
- Kurt Hirschfeld[16]
- Betty de Kadt[16]
- Fritz Klaber[16]
- Ernst Levy
- Uschi Littmann
- Jupp Mahler[16]
- Hedwig Mahler[16]
- Dr. Mannheim[16]
- Nathan (Notto) Notowicz
- Stella Pach
- Theo Pinkowitz[16]
- Rosey E. Pool
- Ger van Reemst
- Trudel van Reemst-de Vries
- Max Rubinstein
- Werner Stertzenbach
- Henk van der Tweel (geboren als Louis Kleerekoper)